# التسلسل الزمني للشرق الأدنى القديم
التسلسل الزمني للشرق الأدنى القديم هو إطار لتواريخ الأحداث والحكام والسلالات المختلفة. عادة ما تسجل النقوش والنصوص التاريخية الأحداث من حيث تعاقب الملوك أو الحكام: «في عام س من حكم الملك ص». حيث تُجمع وتُقارن العديد من السجلات لتشكل معًا تسلسلًا زمنيًا نسبيًا يتعلق بالتواريخ في المدن عبر منطقة واسعة. إن التواريخ المسجلة في سجلات حكام الهلال الخصيب قديمًا تشير (إن وجدت) عادة إلى بداية سنوات حكمهم. وفي بعض الحقب الزمنية نجد وفرة بوثائق أثرية فيها مصادر معلومات متضمنة تأريخًا نسبياُ، لكنها تضعنا أمام مشكلة تأريخها وتأريخ الأحداث والازمنة فيها.
بالنسبة للألفين الثالث والثاني ق.م، فإن تلك العلاقات المرتبطة هي غير مؤكدة، ولكن يمكن التمييز بين الفترات التالية:
- العصر البرونزي المبكر: بعد ظهور الكتابة المسمارية في فترة أوروك السابقة وعصر جمدة نصر، أتت سلسلة من حكام وسلالات اعتمد وجودها في الغالب على مصادر بسيطة معاصرة لها (مثل إين مي باراكي سي)، بالإضافة إلى ثقافات أثرية، اعتبر بعضها إشكالية (على سبيل المثال: عصر فجر السلالات الثاني). فعدم وجود علم تحديد أعمار الأشجار أو ارتباطات فلكية وضعف التسلسلات الطبقية الحديثة الجيدة لتأريخ الكربون المشع في جنوب بلاد الرافدين يجعل من الصعب تعيين تواريخ مطلقة لهذا التسلسل الزمني العائم.[2][3]
- العصر البرونزي الأوسط: بداية من الإمبراطورية الأكدية حوالي 2300 ق.م، أصبح الدليل الزمني أكثر اتساقًا داخليًا. يمكن رسم صورة جيدة في من خَلَف من، ويمكن إنشاء تزامن بين بلاد الرافدين والشام والتسلسل الزمني لمصر القديمة المتماسك. على عكس الفترة السابقة، هناك مجموعة متنوعة من نقاط البيانات التي تساعد في تحويل هذا التسلسل الزمني العائم إلى تسلسل ثابت. وتشمل تلك الأحداث الفلكية وعلم تحديد أعمار الأشجار والتأريخ بالكربون المشع وحتى البراكين. وعلى الرغم من هذا لم يتم التوصل إلى إجماع. الحل الأكثر شيوعًا هو وضع حكم حمورابي من 1792 إلى 1750 ق.م، «التسلسل الزمني الأوسط»، ولكن ذلك لن يكون بالإجماع.[4]
- أواخر العصر البرونزي: بعد فترة من الفوضى التي أعقبت سقوط الإمبراطورية البابلية الأولى، جاءت فترة من الاستقرار مع الإمبراطورية الآشورية الوسطى والحيثيون وأجزاء لاحقة من سلالة بابل الثالثة (كيشيون).
- انهيار العصر البرونزي: بدأ هذا العصر المظلم بسقوط الأسرة البابلية الثالثة (الكيشيون) حوالي 1200 ق.م، وغزو شعوب البحر وانهيار الإمبراطورية الحيثية.
- العصر الحديدي المبكر: حوالي 900 ق.م أصبحت السجلات المكتوبة مرة أخرى أكثر عددًا مع ظهور الإمبراطورية الآشورية الحديثة، مما أدى إلى إنشاء تواريخ مطلقة آمنة نسبيًا. وتوفرت مصادر كلاسيكية مثل قانون بطليموس وأعمال بيروسوس والكتاب العبري دعمًا زمنيًا وتزامنًا. يشير نقش من السنة العاشرة للملك الآشوري آشور دان الثالث إلى حدوث كسوف للشمس، والحسابات الفلكية بين مجموعة السنوات المعقولة تعود إلى 15 يونيو 763 ق.م. يمكن تأكيد ذلك من خلال إشارات أخرى للأحداث الفلكية، وإنشاء تسلسل زمني مطلق آمن، يربط التسلسل الزمني النسبي بالتقويم الغريغوري السائد الآن.

## السلاسل الزمنية المختلفة للعصر البرونزي المتوسط
بسبب تناثر المصادر في فترة «العصر المظلم»، فإن تاريخ الشرق الأدنى من العصر البرونزي حتى نهاية الأسرة البابلية الأولى هو تسلسل زمني عائم وغير واضح. فجرت محاولات لترسيخه باستخدام سجلات الخسوف وعلم تحديد أعمار الأشجار والتأريخ بالكربون المشع، ولكن لم يتم دعم أي من هذه التواريخ على نطاق واسع حتى الآن.
وتنفصل حاليًا المدارس الفكرية الرئيسية حول التأريخ المطلق لتلك الفترة مابين 56 إلى 64 عامًا. والسبب هو أن المصدر الرئيسي لهذا التحليل هو ملاحظات الفأل في لوح فينوس لأمي صادوقا، وهي مضاعفات دورة الثماني سنوات من رؤية كوكب الزهرة من الأرض. اقترح فاهي غورزاديان في أحدث أعماله أن دورة الثماني سنوات الأساسية لكوكب الزهرة هي المقياس الأفضل، (جرى تحديثها). واستبعد بعض العلماء صدقية لوح فينوس لأمي صادوقا كاملة. وجرى تحديد تسلسل زمني بديل بدءا من السنة الثامنة من حكم أمي صادوقا ملك بابل.
وأكثر حلول أقراص فينوس شيوعًا (سقوط بابل):
- التسلسل الزمني الطويل (سقوط بابل 1651 ق.م)
- التسلسل الزمني الأوسط (سقوط بابل 1595 ق.م)[8][9][10][11][12]
- التسلسل الزمني الأوسط المنخفض (سقوط بابل 1587 ق.م)[13][14][15][16]
- التسلسل الزمني القصير (سقوط بابل 1531 ق.م)[17][18]
- التسلسل الزمني القصير جدًا (تقع مدينة بابل عام 1499 ق.م)[5]

يقدم الجدول التالي نظرة عامة على العروض المختلفة، مع سرد بعض التواريخ الرئيسية وانحرافها بالنسبة للتسلسل الزمني الأوسط:
| التسلسل الزمني | أمي صادوقا 8 سنوات | حكم حمورابي   | سقوط بابل | ±     |
| -------------- | ------------------ | ------------- | --------- | ----- |
| تأريخ قصير جداً | 1542 ق.م           | 1696–1654 ق.م | 1499 ق.م  | −96 س |
| تأريخ قصير     | 1574 ق.م           | 1728–1686 ق.م | 1531 ق.م  | −64 س |
| الأوسط المنخفض | 1630 ق.م           | 1784–1742 ق.م | 1587 ق.م  | −8 س  |
| الأوسط         | 1638 ق.م           | 1792–1750 ق.م | 1595 ق.م  | +0 س  |
| الطويل         | 1694 ق.م           | 1848–1806 ق.م | 1651 ق.م  | +56 س |

وقد ذهب المؤرخون في ذلك مذاهب متفرقة، علاوة على ذلك يتعدد ضبط التزامنات القليلة ضمن هذه الفترات من مؤرخ إلى آخر. ونادراً ما يستخدم التأريخ الطويل حالياً، بينما التأريخ القصير والقصير جداً فمناصريه كثر في الوقت الحالي، أما التأريخ المتوسط فيستخدم عادة من خلال التزامن مع التأريخ المصري القديم، وذلك لخلق صورة عمامة لتاريخ الشرق القديم.